# Les Aventures d'un mathématicien
 (octobre 2023).
La mise en forme du texte ne suit pas les recommandations de Wikipédia : il faut le « wikifier ».
Les points d'amélioration suivants sont les cas les plus fréquents :
- Les titres sont pré-formatés par le logiciel. Ils ne sont ni en capitales, ni en gras.
- Le texte ne doit pas être écrit en capitales (les noms de famille non plus), ni en gras, ni en italique, ni en « petit »…
- Le gras n'est utilisé que pour surligner le titre de l'article dans l'introduction, une seule fois.
- L'italique est rarement utilisé : mots en langue étrangère, titres d'œuvres, noms de bateaux, etc.
- Les citations ne sont pas en italique mais en corps de texte normal. Elles sont entourées par des guillemets français : « et ».
- Les listes à puces sont à éviter, des paragraphes rédigés étant largement préférés. Les tableaux sont à réserver à la présentation de données structurées (résultats, etc.).
- Les appels de note de bas de page (petits chiffres en exposant, introduits par l'outil «  Source ») sont à placer entre la fin de phrase et le point final[comme ça].
- Les liens internes (vers d'autres articles de Wikipédia) sont à choisir avec parcimonie. Créez des liens vers des articles approfondissant le sujet. Les termes génériques sans rapport avec le sujet sont à éviter, ainsi que les répétitions de liens vers un même terme.
- Les liens externes sont à placer uniquement dans une section « Liens externes », à la fin de l'article. Ces liens sont à choisir avec parcimonie suivant les règles définies. Si un lien sert de source à l'article, son insertion dans le texte est à faire par les notes de bas de page.
- La présentation des références doit suivre les conventions bibliographiques. Il est recommandé d'utiliser les modèles {{Ouvrage}}, {{Chapitre}}, {{Article}}, {{Lien web}} et/ou {{Bibliographie}}. Le mode d'édition visuel peut mettre en forme automatiquement les références.
- Insérer une infobox (cadre d'informations à droite) n'est pas obligatoire pour parachever la mise en page.

Pour une aide détaillée, merci de consulter Aide:Wikification.
Si vous pensez que ces points ont été résolus, vous pouvez retirer ce bandeau et améliorer la mise en forme d'un autre article.
 (octobre 2023).
Pour plus de détails, voir Fiche technique et Distribution.
Les Aventures d'un mathématicien (Adventures of a Mathematician) est un film polonais réalisé par Thorsten Klein et sorti en 2020.
Le film traite du projet Manhattan et pose la question morale de l'utilisation d'armes nucléaires.

## Synopsis
Durant la Seconde Guerre mondiale, le mathématicien polonais Stan Ulam et son frère Adam sont boursiers à l'université de Harvard. Stan Ulam est approché par son ami John von Neumann pour participer au projet Manhattan à Los Alamos.

## Fiche technique
Sauf indication contraire, les informations mentionnées dans cette section peuvent être confirmées par la base de données cinématographiques IMDb,  présente dans la section « Liens externes ».
- Titre original : Adventures of a Mathematician
- Titre français : Les Aventures d'un mathématicien
- Réalisation : Thorsten Klein
- Scénario : Thorsten Klein sur la base du livre de Stanislaw Ulam
- Photographie : Tudor Vladimir Panduru
- Montage : Matthieu Taponier
- Musique : Antoni Łazarkiewicz (de)
- Production : Joanna Szymanska
- Société de production : Dragonfly Films
- Société de distribution : Rezo Films
- Pays de production : Pologne, Allemagne
- Format : couleur
- Genre : Drame, biographie
- Durée : 102 minutes
- Dates de sortie :
  - États-Unis : Janvier 2020 (Festival international du film de Palm Springs[2])
  - France : 1er décembre 2021

## Distribution
- Philippe Tłokiński (pl) : Stanislaw Ulam
- Esther Garrel : Françoise Ulam

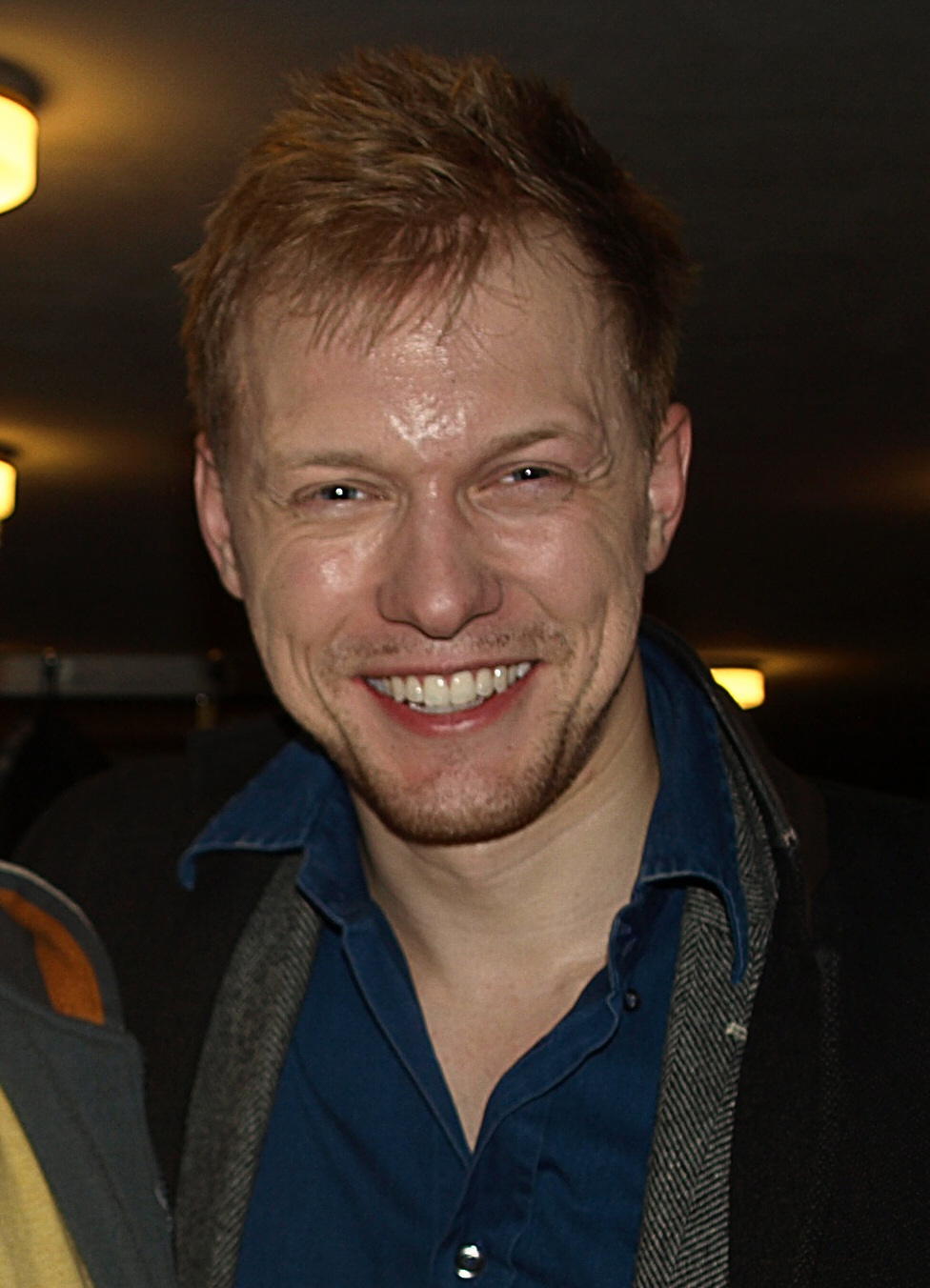
Philippe Tłokiński, le rôle titre

- Fabian Kociecki : John von Neumann
- Mateusz Więcławek (pl) : Adam Ulam
- Ryan Gage : Robert Oppenheimer
- Sabin Tambrea : Klaus Fuchs
- Joel Basman : Edward Teller

## Accueil
Dans l'ensemble, les critiques de presse en France se montrent peu convaincus, à l'instar de Jean-Christophe Buisson du Figaro. Si Cécile Mury, dans Télérama, trouve le film « intelligent et méditatif » mais austère, Thierry Chèze dans Première, déplore un traitement « scolaire » qui reste « à la surface des choses ».

## Distinctions

### Récompenses
- Festival du film de Cottbus 2020 : Preis zur Förderung des Verleihs eines Festivalfilms[6]
- Festival international du film de Fort Lauderdale 2020 : Prix du public et Prix du Président du meilleur film dramatique[7]